# Druzsiána
A Druzsiána egy késő középkori lovagregény szereplőjének a neve, aminek a francia alakja Drusiane, az angol alakja Drusiana, jelentése hűséges, szerető. A név forrása valószínűleg a latin eredetű Drusus nemzetségnévnek a kelta Drusianus változata.

## Gyakorisága
Az 1990-es években szórványos név, a 2000-es években nem szerepel a 100 leggyakoribb női név között.

## Névnapok
ajánlott névnap
- július 11.[2]